# مادلين (كعكة)
المادلين أو حلوى رموش الست هي كعكة صغيرة فرنسية عبارة عن كعكة إسفنجية على شكل يشبه صدفة ويتم حشوها بالمكسرات خاصة اللوز.